# Deommodore Lenoir
Deommodore Lenoir (* 6. Oktober 1999 in Los Angeles, Kalifornien) ist ein US-amerikanischer American-Football-Spieler auf der Position des Cornerbacks. Aktuell spielt er für die San Francisco 49ers in der National Football League (NFL).

## Frühe Jahre
Lenoir wurde im kalifornischen Los Angeles als neuntes von 12 Kindern geboren. Er besuchte die katholische Salesian High School in Los Angeles, an der er in der Footballmannschaft aktiv war. Dort wurde er sowohl in der Offense als auch in der Defense seiner Mannschaft eingesetzt. In der Offense wurde er auf verschiedenen Positionen eingesetzt und konnte so den Ball für 595 Yards und 6 Touchdowns werfen, den Ball für 663 Yards und sieben Touchdowns fangen und mit dem Ball für 1172 Yards und 17 Touchdowns laufen und war somit einer der produktivsten Spieler in der Offense. Daneben konnte er in der Defense als Cornerback 52 Tackles und eine Interception verzeichnen. Nach der Highschool erhielt Lenoir Stipendienangebote von zahlreichen Universitäten und entschied sich, ein Angebot der University of Oregon anzunehmen und für die Oregon Ducks zu spielen. Dort wurde er direkt in seinem Freshman-Jahr zum Stammspieler. Insgesamt kam Lenoir in 45 Spielen zum Einsatz und konnte dabei 158 Tackles und sechs Interceptions verzeichnen. Aufgrund seiner guten Leistungen wurde er 2019 und 2020 ins Second-Team All-Pac-12 gewählt. Auch mit seinem Team war Lenoir äußerst erfolgreich. So konnten die Ducks 2019 und 2020 die Pacific-12-Conference gewinnen, dazu kamen Siege im Redbox Bowl 2018 sowie im Rose Bowl 2019.

## NFL
Beim NFL-Draft 2021 wurde Lenoir in der 5. Runde an 172. Stelle von den San Francisco 49ers ausgewählt. Er debütierte direkt am 1. Spieltag der Saison 2021 beim 41:33-Sieg gegen die Detroit Lions, bei dem er sogar in der Startformation stand und insgesamt drei Tackles verzeichnen konnte. Am 2. Spieltag stand er beim 17:11-Sieg gegen die Philadelphia Eagles erneut in der Startformation und konnte dabei sogar 5 Tackles verzeichnen, sein Saisonbestwert. Insgesamt kam er in der Saison zwar regelmäßig zum Einsatz, seine Einsatzzeiten beschränkten sich jedoch zumeist auf die Special Teams. Außerdem verpasste er drei Spiele aus persönlichen Gründen. So kam Lenoir in seiner Rookie-Saison in insgesamt 13 Saisonspielen zum Einsatz, davon zweimal als Starter, und konnte 17 Tackles verzeichnen. Mit 10 Siegen bei sieben Niederlagen konnten die 49ers sich in der Saison für die Playoffs qualifizieren, in denen Lenoir als Inactive nicht zum Einsatz kam. In der Saison 2022 konnte sich Lenoir zum Stammspieler in der Defense der 49ers entwickeln. Dabei profitierte er auch vom verletzungsbedingten Ausfall von Emmanuel Moseley. Am 4. Spieltag konnte er beim 24:9-Sieg gegen die Los Angeles Rams den ersten Sack seiner Karriere an Quarterback Matthew Stafford verzeichnen. Am 13. Spieltag konnte er beim 33:17-Sieg gegen die Miami Dolphins seine erste Interception von Quarterback Tua Tagovailoa fangen. Beim 21:13-Sieg gegen die Seattle Seahawks am 15. Spieltag konnte Lenoir insgesamt 10 Tackles verzeichnen, bis dato sein Karrierehöchstwert. Da die 49ers in dieser Saison 13 Spiele gewannen und nur vier verloren, konnten sie die NFC West gewinnen und sich somit erneut für die Playoffs qualifizieren. Dort debütierte er beim 41:23-Sieg gegen die Seattle Seahawks in der Wildcard-Runde, bei dem er fünf Tackles sowie eine Interception von Geno Smith verzeichnen konnte. Im folgenden Spiel in der Divisional-Runde gegen die Dallas Cowboys konnte er erneut fünf Tackles und eine Interception, diesmal von Dak Prescott, verzeichnen. Beim folgenden NFC Championship Game gegen die Philadelphia Eagles erreichte Lenoir sogar sieben Tackles, schied aber dennoch nach einer 7:31-Niederlage aus den Playoffs aus.
In der Saison 2023 blieb Lenoir fester Stammspieler in der Defense der 49ers. Direkt an den beiden ersten Spieltagen der Saison konnte er direkt jeweils 10 Tackles verzeichnen, wodurch er seinen Karrierebestwert aus der Vorsaison egalisierte. Dazu gelang ihm beim 30:23-Sieg gegen die Los Angeles Rams erneut eine Interception von Matthew Stafford. Am 6. Spieltag fing er bei der 17:19-Niederlage gegen die Cleveland Browns seine zweite Interception der Saison von P. J. Walker, am 17. Spieltag beim 27:10-Sieg gegen die Washington Commanders seine dritte von Sam Howell. So beendete er die Saison mit drei Interceptions und 84 Tackles, jeweils den drittmeisten aller Spieler der 49ers. Wie schon in den vorangegangenen Jahren konnten sich die 49ers für die Playoffs qualifizieren und sich dieses Mal mit Siegen gegen die Green Bay Packers und die Detroit Lions für den Super Bowl qualifizieren. So trafen sie in Super Bowl LVIII in Las Vegas auf die Kansas City Chiefs. Lenoir konnte in dem Spiel acht Tackles verzeichnen und sogar einen Fumble von Isiah Pacheco erzwingen, dennoch unterlagen die 49ers den Chiefs mit 22:25.

## Karrierestatistiken

### Regular Season
| Saison                             | Team             | Spiele | Spiele  | Tackles | Tackles | Tackles | Tackles | Interceptions | Interceptions | Interceptions | Interceptions | Interceptions | Interceptions | Fumbles | Fumbles | Fumbles |
| Saison                             | Team             | Gesamt | Starter | Gesamt  | Solo    | Assist  | Sacks   | PD            | Int           | Yards         | Durchschnitt  | Lang          | TD            | FF      | FR      | TD      |
| ---------------------------------- | ---------------- | ------ | ------- | ------- | ------- | ------- | ------- | ------------- | ------------- | ------------- | ------------- | ------------- | ------------- | ------- | ------- | ------- |
| 2021                               | 49ers            | 13     | 2       | 17      | 12      | 5       | 0,0     | 2             | 0             | 0             | 0,0           | 0             | 0             | 0       | 0       | 0       |
| 2022                               | 49ers            | 17     | 13      | 79      | 54      | 25      | 1,0     | 5             | 1             | 8             | 8,0           | 8             | 0             | 0       | 0       | 0       |
| 2023                               | 49ers            | 17     | 17      | 84      | 58      | 26      | 0,0     | 10            | 3             | 49            | 16,3          | 28            | 0             | 0       | 0       | 0       |
| 2024                               | 49ers            | 15     | 15      | 85      | 53      | 32      | 0,0     | 9             | 2             | 33            | 16,5          | 33            | 0             | 1       | 0       | 0       |
| Gesamte Karriere                   | Gesamte Karriere | 62     | 47      | 265     | 177     | 88      | 1,0     | 26            | 6             | 90            | 15,0          | 33            | 0             | 1       | 0       | 0       |
| Quelle: pro-football-reference.com |                  |        |         |         |         |         |         |               |               |               |               |               |               |         |         |         |

### Postseason
| Saison                             | Team             | Spiele | Spiele  | Tackles      | Tackles      | Tackles      | Tackles      | Interceptions | Interceptions | Interceptions | Interceptions | Interceptions | Interceptions | Fumbles      | Fumbles      | Fumbles      |
| Saison                             | Team             | Gesamt | Starter | Gesamt       | Solo         | Assist       | Sacks        | PD            | Int           | Yards         | Durchschnitt  | Lang          | TD            | FF           | FR           | TD           |
| ---------------------------------- | ---------------- | ------ | ------- | ------------ | ------------ | ------------ | ------------ | ------------- | ------------- | ------------- | ------------- | ------------- | ------------- | ------------ | ------------ | ------------ |
| 2021                               | 49ers            | 0      | 0       | Ohne Einsatz | Ohne Einsatz | Ohne Einsatz | Ohne Einsatz | Ohne Einsatz  | Ohne Einsatz  | Ohne Einsatz  | Ohne Einsatz  | Ohne Einsatz  | Ohne Einsatz  | Ohne Einsatz | Ohne Einsatz | Ohne Einsatz |
| 2022                               | 49ers            | 3      | 3       | 17           | 14           | 3            | 0,0          | 2             | 2             | 12            | 6,0           | 6             | 0             | 0            | 0            | 0            |
| 2023                               | 49ers            | 3      | 3       | 18           | 10           | 8            | 0,0          | 0             | 0             | 0             | 0,0           | 0             | 0             | 1            | 0            | 0            |
| Gesamte Karriere                   | Gesamte Karriere | 6      | 6       | 35           | 24           | 11           | 0,0          | 2             | 2             | 12            | 6,0           | 6             | 0             | 1            | 0            | 0            |
| Quelle: pro-football-reference.com |                  |        |         |              |              |              |              |               |               |               |               |               |               |              |              |              |